# Правда (Плоский мир)
«Правда» (англ. The Truth) — юмористическое фэнтези известного английского писателя Терри Пратчетта.
Двадцать пятая книга цикла «Плоский мир», не входит ни в один из подциклов.

## Аннотация
Ошеломительные новости! Только у нас! Только в новом, долгожданном романе Терри Пратчетта!
Вы узнаете всю правду о том, как женщина родила кобру! Знаменитый Говорящий Пес Анк-Морпорка раскроет свою морду! Люди, которых похищали эльфы и летающие тарелки, — свидетельства очевидцев! Оборотни в доспехах — в Городской Страже служит вервольф?! Ну и всякие патриции-убийцы, презабавные овощи, дожди из собак, падающие метеориты и многое другое!

Правда уделает вас свободно!

## Сюжет
Слухи распространялись по Анк-Морпорку, как пожар — гномы научились превращать свинец в золото. И на этот раз слухи оказались в достаточной мере правдивыми. Первый в мире печатный станок оказался настоящим сокровищем — с его помощью в городе появилось то, что спустя совсем малое время стали называть Прессой.
Редактор первой в мире газеты, он же журналист, корректор и прочее — Вильям де Словв — должен поддерживать свою газету на должном уровне, чтобы привлекать внимание покупателей. В поисках новостей он рыщет по городу и оказывается втянутым в расследование серьёзного преступления, настолько серьёзного, что в Анк-Морпорке может смениться власть. Нынешний патриций Витинари заключен под стражу, а за его место уже началась борьба. Стража Анк-Морпорка делает все возможное, чтобы установить истину. Но у них есть конкуренты — Вильям де Словв со своей помощницей Сахариссой Резник, проводящие своё независимое журналистское расследование. Им удалось раскрыть очередной заговор против патриция. На этот раз заговорщики решили отказаться от банального убийства, вместо этого запланировали обвинить его в нападении на человека и попытке присвоить крупную сумму денег — семьдесят тысяч анк-морпоркских долларов. По плану заговорщиков специально нанятая ими преступная группа «Новая контора» должна была имитировать попытку бегства патриция с этими деньгами и убийство секретаря Стукпостука.
Вильям и Сахарисса, опередив на несколько шагов стражников, сумели раскрыть планы заговорщиков. Напечатав подробные репортажи о журналистском расследовании в своей газете, они сорвали их планы.

### Основные действующие персонажи
- Вильям де Словв — молодой аристократ, пошедший против традиций своего рода ради независимости.
- Сахарисса Резник — небогатая девушка, его коллега.
- Отто Фскрик — вампир из черноленточников (отказавшихся пить кровь), фанатично увлечен иконографированием, хотя необходимая для некоторых иконографий вспышка доставляет ему мучительную боль, а особенно яркая — даже убивает.
- Господин Тюльпан — наемный бандит.
- Господин Гвоздь — наемный бандит.

### Второстепенные действующие персонажи
- Хэвлок Витинари
- Король Гарри
- Гаспод